# Преждевременный выстрел
Преждевременный выстрел или выстрел из-за перегрева — это взрыв боеприпасов из-за высокой температуры окружающей среды.
Быстрый преждевременный выстрел — выстрел, вызванный огнём. Медленный преждевременный выстрел — выстрел, вызванный устойчивым тепловым воздействием менее интенсивным, чем огонь.
Преждевременный выстрел может вызвать детонацию соседних боеприпасов.

## Артиллерия
Проблема преждевременного выстрела возникла с появлением огнестрельного оружия. Для предотвращения этого использовали банник, который служит для очистки канала орудия от порохового нагара, а также для тушения тлеющих частей картуза, остающихся в орудии невыброшенными и могущих при следующем заряжении произвести преждевременный выстрел. Для облегчения банения щётка банника смачивалась водой.
Проблема существует и наше время. Например, после преждевременных выстрелов артиллерийских снарядов гаубиц G5 в конце 1980-х, в Южно-Африканской армии заменили команду с «прекратить огонь» на «прекратить зарядку». Это позволило экипажам выстреливать заряженные снаряды для предотвращения их перегрева и взрыва.

## Пулеметы
Преждевременный выстрел может произойти в пулеметах с воздушным охлаждением, которые ведут огонь с закрытого затвора (с переднего шептала). В такой конструкции, после нажатия на спусковой крючок в патроннике остаётся последний патрон. Избыточное тепло проходит через гильзу. Когда температура достигает температуры самовоспламенения, порох может заняться даже без удара по капсюлю, и поэтому может произойти выстрел. Согласно популярным мифам, этого не произойдёт, если вести огонь короткими очередями. Это даёт стволу возможность остыть.

### Борьба с преждевременными выстрелами в пулемётах
Боеприпасы с гильзами: кроме основных функций, металлическая гильза играет роль охладителя, защищая метательный заряд от тепла. Сначала нужно, чтобы гильза нагрелась до необходимой температуры воспламенения пороха. Безгильзовые боеприпасы поэтому более склонны к преждевременным выстрелам.

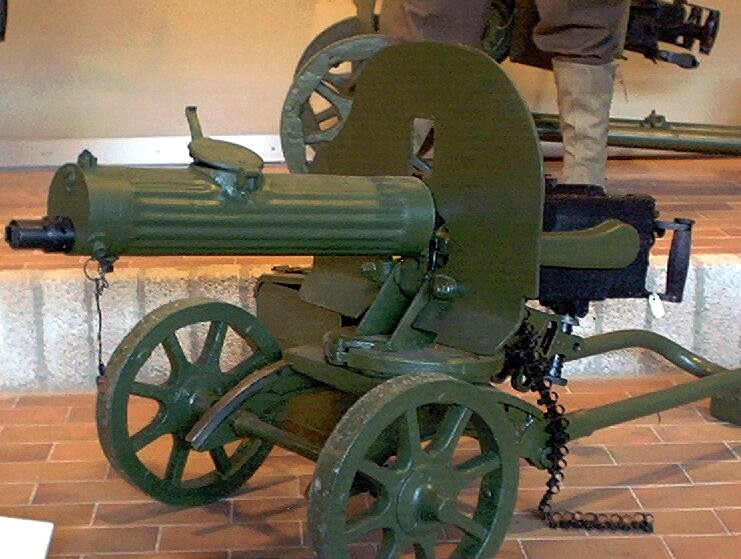
Пулемёт Максима образца 1910/30 года

Охлаждение: стволы могут охлаждаться жидкостью (как радиатор в двигателе) или их необходимо периодически менять. Большинство современных пехотных пулемётов (единый пулемёт) имеют в комплекте несколько стволов, которые заменяются во время стрельбы для охлаждения.
Открытый затвор: большинство современных пехотных пулемётов (и пистолетов-пулемётов) стреляют с открытого затвора (заднего шептала), когда затвор находится в заднем положении при спуске крючка. Нажатие спускового крючка отпускает затвор и приводит к выстрелу. При стандартных действиях (без остановок) преждевременный выстрел невозможен из-за того, что патрон не находится в патроннике, а досылается и выстреливается при спуске крючка.
Грамотный стрелок: хорошо обученный стрелок ведет огонь контролируемыми очередями для точной стрельбы и контроля за перегревом, а также часто меняет стволы.

### Закрытый затвор
Большинство современных автоматов стреляет с закрытого затвора, это значит, что когда оружие готово к выстрелу, патрон находится в стволе, а затвор и его рабочие части в передней позиции, закрывая казённик. Нажатие спускового крючка освобождает ударник, который ударяет по капсюлю патрона. Во время этих операций (без задержек) преждевременный выстрел возможен из-за того, что патрон находится в раскалённом патроннике, от которой гильза поглощает тепло, которое может вызвать зажигание пороха.
Тип 80 (пистолет) — основным замыслом конструкторов являлась возможность использования пистолета Тип 80 в качестве пистолета-пулемёта в условиях ближнего боя, чему соответствуют тип боеприпасов, скорострельность и прицельная дальность огня. Однако на практике было установлено, что после отстрела трёх очередей по 10 выстрелов подряд тонкостенный ствол пистолета нагревался настолько, что при подаче в патронник очередного патрона в течение 10 секунд могло произойти воспламенения капсюля, приводящее к самопроизвольному выстрелу даже при не полностью закрытом затворе.

### Безгильзовые боеприпасы
Безгильзовые боеприпасы не имеют металлической гильзы, которая обычно удерживает капсюль или взрыватель и заряд пороха. Металлическая гильза поглощает часть тепла, которое образуется при стрельбе. При экстракции гильза забирает это тепло с собой. Поэтому при использовании безгильзовых боеприпасов нужны другие методы отвода тепла или конструкционные решения, такие как, например, вышеупомянутая стрельба с заднего шептала при стрельбе в режиме, когда возможен перегрев ствола.

## Танки
Преждевременный подрыв боекомплекта является серьёзной угрозой для экипажей повреждённых или неподвижных танков. Решением проблемы является хранение боекомплекта под водой и изоляция отсека боеприпасов. Подобные технологии использованы на танках M1 Abrams, это бронирование отсека и наличие мембранных панелей, которые направляют силу взрыва наружу, чтобы предупредить срыв башни.

## Ракеты и бомбы
Риск преждевременного взрыва является значительным при подготовке к вылету, особенно на авианосцах. Очень серьёзным риском является горящее топливо, которое может растечься по палубе и поджечь множество расположенных там самолётов. Это было одной из причин пожара в 1967 на борту авианосца USS Форрестол, когда через огонь (из-за случайного выстрела ракеты «Зуни», которая попала в топливный бак штурмовика A-4 Skyhawk, ожидавшего обслуживания). Сдетонировали две бомбы времён Корейской войны, которые загружали на самолёт, произошло разрушение топливного бака соседнего самолёта, из которого топливо растеклось по палубе, и пламя вызвало цепочку взрывов таких же бомб. В силу своего возраста и устаревшей комбинации взрывчатых веществ первых двух бомб, они вышли из под контроля, пожарная команда не смогла их охладить до преждевременного взрыва, которого не произошло бы с современными комбинациями взрывчатых смесей, которые рассчитаны на большие температуры.